# Pelin Esmer
Pelin Esmer (Isztambul, 1972. május 3. –) török rendező, forgatókönyvíró, producer és filmvágó. A független Sinefilm filmstúdió alapítója. A rangos nemzetközi fesztiválokon bemutatott dokumentum- és játékfilmek szerzője számos díjat és kitüntetést kapott a munkáiért. Műveiben morális kérdésekkel foglalkozik, a kortárs Törökország társadalmi körképébe diszkréten illeszkedő egyének intim történeteire fókuszálva.

## Élete
Antropológiát tanult az isztambuli Boğaziçi Egyetem társadalomtudományi tanszékén. Első rövid dokumentumfilmjét, a Koleksiyoncu-t (A gyűjtő) a nagybátyjáról, Mithat Esmerről készítette, aki egyben első fikciós játékának, a 10-től 11-ig (2009) főszereplője is. 2005-ös munkáját, az Oyun-t Arslanköyben forgatták, és parasztnők egy csoportjának erőfeszítéseit dokumentálja, akik életükből színdarabot készítenek. 2012-es filmje, az Gozetleme Kulesi (Őrtorony) öt díjat kapott, köztük a legjobb rendező díjat az Adana Golden Boll Filmfesztiválon.

## Stílusa
Pelin Esmer moziját erősen befolyásolta az a dokumentumfilm-konvenció, amellyel pályafutása elején dolgozott. Korai stílusában Yavuz Özkan erős realizmusa és Jeanne Finley minimalizmusa ihlette meg. Dokumentarista hatások is láthatók a török rendező játékalkotásaiban, akinek stílusát gyakran a dokumentarizmus és a fikció összefonódása összefüggésében írják le.

## Filmográfia
- Koleksiyoncu / A gyűjtő (dokumentumfilm, 2002)
- Oyun / A játék dokumentumfilm, 2005)[4]
- 11'e 10 cal / 10-től 11-ig (2009)[7]
- Gozetleme Kulesi / Őrtorony (2012)
- İşe Yarar Bir Şey / Valami hasznos (2017)
- Lear királynő (dokumentumfilm, 2019)

## Elismerései, díjai
- Yilmaz Güney-díj a 2006-os Adana Golden Boll Filmfesztiválon (Oyun)
- A legjobb film a fekete-tengeri régióból 2006 (Oyun)
- A legjobb film és a legjobb forgatókönyv a 2009-es Adana Golden Boll Filmfesztiválon (10-től 11-ig)
- A közel-keleti régió legjobb fiatal filmrendezője az Abu Dhabi Közel-Kelet Filmfesztiválon 2009-ben (10-től 11-ig)

## Fordítás
- Ez a szócikk részben vagy egészben  a   Pelin Esmer című angol Wikipédia-szócikk ezen változatának fordításán alapul.  Az eredeti cikk szerkesztőit annak laptörténete sorolja fel. Ez a jelzés csupán a megfogalmazás eredetét és a szerzői jogokat jelzi, nem szolgál a cikkben szereplő információk forrásmegjelöléseként.